# Familiile Jetson și Flintstone
Familiile Jetson și Flintstone (engleză The Jetsons Meet the Flintstones) este un film de televiziune animat din 1987 produs de Hanna-Barbera pentru sindicare ce face parte din seria Hanna-Barbera Superstars 10. Filmul este o încrucișare specială a serialelor Familia Flinstone și Familia Jetson în care cele două familii se întâlnesc în urma unui experiment de călătorie în timp eșuat.
Acesta a rulat și în România pe Cartoon Network (în cadrul lui Cartoon Network Cinema) și mai apoi pe Boomerang (în cadrul lui Boomerang Cinema).

## Rezumat
Fred Flintstone și George Jetson au ceva în comun: amândoi au slujbe dureroase și familii de suportat. Aceștia doi încep să afle mai multe unul despre celălalt într-o zi deosebită când fiul lui George, Elroy, construiește o mașină de călătorit în timp iar familia sa, deși crezând că e o glumă, vor să o încerce. Mașina a fost construită pentru a îi duce departe în viitor, însă din cauza unei erori (cauzată de Astro) aceștia sunt trimiși cu mult înapoi în zilele preistorice, în orașul Bedrock. În vacanță, Fred și Wilma Flintstone, împreună cu Barney și Betty Rubble, întâlnește familia Jetson și îi cred ființe din alt univers. Fred îl trece pe George ca fiind vărul său și totul merge bine până când mașina timpului transportă din greșeală familia Flintstone în viitor. În timp ce Fred și Barney se obișnuiesc cu viața automată, robotică și spațială din viitor, familia Jetson trebuie să se obișnuiască cu o viață pietroasă, a mașinilor cu pedale, fără pantofi, fără telefon cu imagine și fără domnul Spacely, din epoca de piatră. Între timp, Henry Orbit și Rosey au construit o nouă mașină a timpului iar Rosie merge să caute familia Jetson.

## Legături externe
- Familiile Jetson și Flintstone la Internet Movie Database
- Familiile Jetson și Flintstone la Allmovie